# Наистина е Денят на червения нос
„Наистина е Денят на червения нос“ (на английски: Red Nose Day Actually) е британска късометражен филм от 2017 г. и продължение на филма „Наистина любов“. Създаден е като част от благотворителното събитие Деня на червения нос. Сценарист и режисьор отново е Ричард Къртис, а сред завръщащите се актьори са Хю Грант, Лиъм Нийсън, Колин Фърт, Андрю Линкълн, Чуетел Еджиофор, Кийра Найтли, Мартин Маккъчън, Бил Най, Томас Броуди-Сангстър, Лусия Монис, Оливия Олсън, Маркъс Бригсток и Роуън Аткинсън.
Филмът е излъчен за първи път по BBC One на 24 март 2017 г. в Деня на червения нос.
По-дълга версия на филма с участието на Лора Лини и Патрик Демпси е излъчена в Съединените щати на 25 май 2017 г.